# Província de Lorestan

Comtats de Lorestan

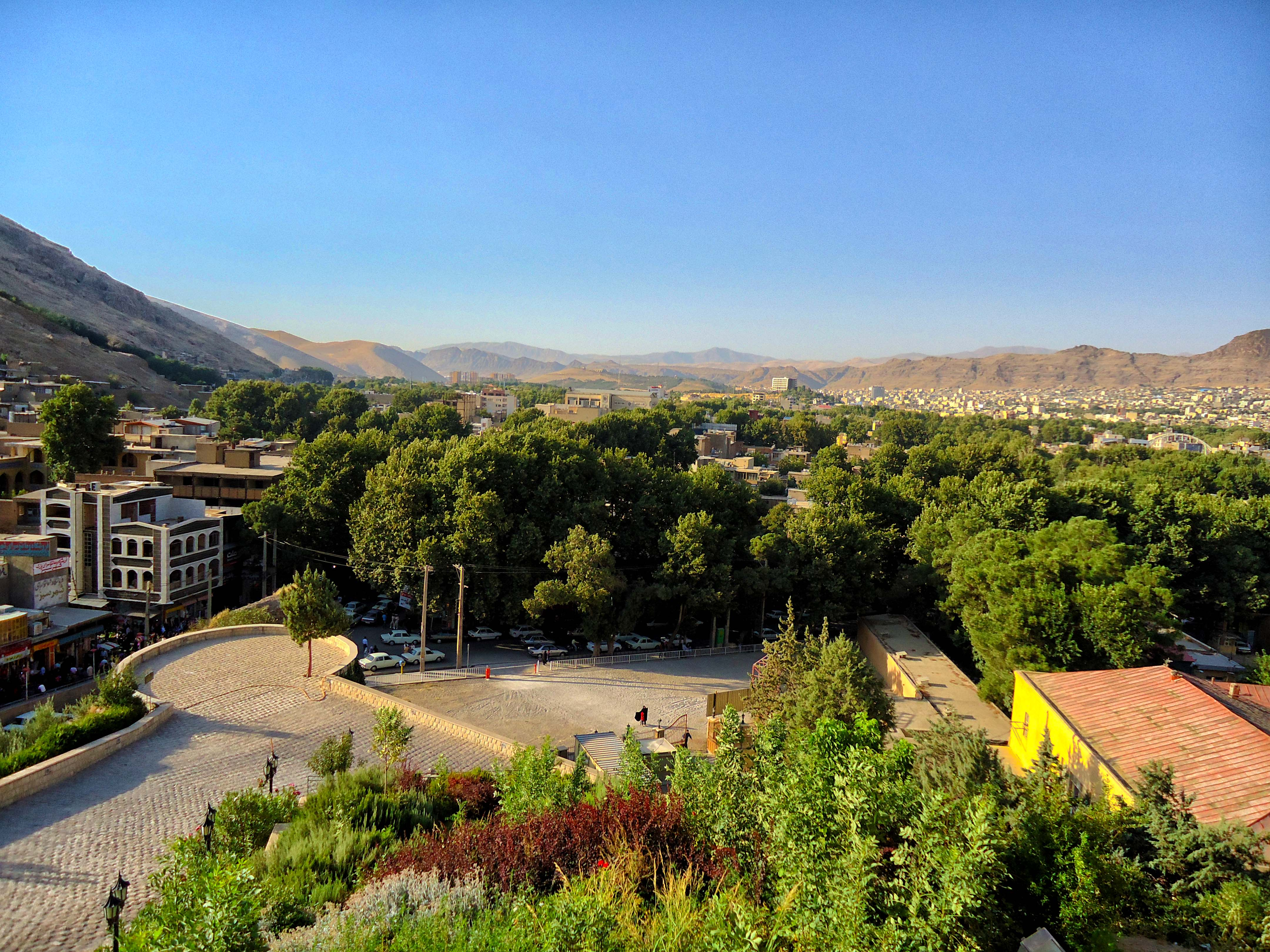
Khorramabad

La província de Lorestan (també província de Luristan, de Lurestan o de Loristan; en persa Lorestān; en luri: Luressu) és una divisió administrativa de l'Iran a la part occidental del país, a les muntanyes Zagros. La seva superfície és de 28.294 km² i la població el 2006 era d'1.716.527 habitants. La capital és Khorramabad i altres poblacions són Burudjird, Aligudarz, Dorud, Kuhdast, Azna, Alashtar, Nur Abad i Pol-e Dokhtar (Pul-i Dukhtar). La muntanya més alta de la província és l'Oshtoran Kuh de 4.050 metres. Les terres baixes es troben a uns 500 metres sobre el nivell de la mar. A la província hi ha 263 llocs d'importància cultural i històrica classificats per l'Organització del Patrimoni Cultural de l'Iran.

## Divisió administrativa
La província (ustan) de Lorestān està dividida en deu comtats (shahrestans):
- Aligudarz
- Azna
- Burudjird
- Delfan
- Dorud
- Doureh
- Khorramabad
- Kuhdasht
- Selseleh
- Poldokhtar.

## Història
El Luristan és la regió de Pèrsia habitada pels luris i bakhtiyaris. Dona el seu nom als bronzes de Lorestan. El Xaraf-nama (1596) basat en la Zubdat al-tawarikh de Djamal al-Din Kaixani, i/o la Tarikh-i guzida (de 1330) descriu la situació del país el 912, esmentant el territori dels xuls (Xulistan) que per fonts àrabs no s'esmenten abans del segle xii, que ocupaven la meitat del Luristan, el districte propi de Xulistan que tenia per governador a Nadjm al-Din Akbar i els territoris luris dependents (segurament Küh-Gïlü) governats per un pixwa de nom Sayf al-Din Makan d'una família que ja vivia al país en època sassànida i que pertanyia a la tribu Ruzbihani; i el Luristan governat per prínceps independents lurs entre els quals Badr que governava al Gran Lur i el seu germà Mansur al Petit Lur. La dinastia del Gran Lur sota Nasir al-Din Muhammad ibn Khalil ibn Badr fou enderrocada pels kurds fadlawis que van fundar la dinastia fadlawàyhida de Lur-i Buzurg i van tenir el suport de tribus emigrants arribades al Luristan més que dels propis lurs. Els fadlawàyhides van expulsar els xuls dels seus establiments. Al Petit Lur hauria governat la dinastia annàzida fins que sota Surkhab ibn Ayyar, fou apartada del poder el 1184 pels atabegs indígenes que van fundar la dinastia d'atabegs de Lur-i Kučik.
S'esmenta el Luristan sota els buwàyhides quan es van encunyar monedes a Idhadj. El 935 l'exèrcit ziyàrida va creuar la regió (Sus, Xapurkhwast, Karadj). Els kurds hasanwàyhides que tenien capital a Sarmaj (al sud de Bisutun) van estendre la seva dominació a la conca del Karkha dominant Xapurkhwast (Khurramabad) vers 1109. El 1042 el kakúyida Garxasp va ser assetjat a Xapurkhwast per les forces seljúcides. Amirs seljúcides es van establir al Luristan septentrional: la nissaga de Zengi ibn Bursuk a Xapurkhwast (abans de 1105), Husam al-Din Alp Kuix a Dizh-i Makhi (a la riba del Karkha, abans de 1154) i Husam al-Din Xuhla o Aksari que és esmentat dominant parts de Luristan i de Khuzestan el 1152 a 1175. Si bé s'establien dominacions nominals exteriors l'estructura feudal interna no variava i van emergir els dominis dels atabegs de Lur-i Buzurg (Gran Luristan) i el de Lur-i Kučik (Petit Luristan). Foren tributaris dels il-khànides. Els ingressos de cada atabek s'estimen en un milió de dinars i només pagaven als mongols 91.000 dinars.
Al segle xiv els atabegs foren tributaris dels muzaffàrides fins a l'arribada de Tamerlà el 1386 i 1393 sempre al Petit Lur. El 1386 Tamerlà va saber que Malik Izz al-Din de Luristan que havia saquejat alguna caravana amb pelegrins que anaven a la Meca. Va agafar un cos seleccionat de tropes (2 de cada 12) i va marchar cap al Luristan. Va saquejar Burujird i la rodalia i seguidament es va apoderar de la fortalesa de Khurramabad que tenia fama de impregnable i on s'havien refugiat les tropes lurs; la fortalesa fou arrasada i els presoners tirats de dalt baix de la muntanya. Timur es va anar a trobar amb la resta de l'exèrcit a la plana de Nihawand. El 1392 Malik Izz al-Din fou cridat pel seu sobirà Shah Mansur (muzaffàrida) que l'acusava d'una conspiració, però no va passar a majors. El 1393 Tamerlà va arribar a Burudjird el 23 de gener de 1393 on aviat també va arribar el seu fill Umar Xaikh després de passar per Turwan. Tamerlà li va retornar al comandament de l'ala esquerra de l'exèrcit. Va nomenar governador de la milícia de Burudjird a l'amir Saif al-Din Kultash (500 homes) i al amir Mikhail el va nomenar governador de la guàrdia de Nihawand. Tres dies després va arribar a Khurramabad on governava el malik lur Malik Izz al-Din Husayn que estava en aquell moment en plena disputa amb el seu fill però al saber que s'acostaven les forces de Timur, pare i fill van fer les paus i van fugir de Lur-i Kučik en direcció oposada al invasor; a Khurramabad van deixar una guarnició per resistir. Timur va enviar a Umar Xaikh a perseguir als fugitius i va enviar a destacaments de cavalleria per tot el Luristan, deixant també tropes per assetjat la fortalesa de Khurramabad sota comandament de l'amir Hajji Timur Bugha i l'amir Shaikh Sistani, amb 500 soldats. Luristan fou netejat de guerrers que quan baixaven de la muntanya eren morts per tropes timúrides a cops d'espasa.
En canvi va respectar el Gran Lur. El 1393 va travessar el Küh-Gïlü i Xulistan. Tamerlà va confirmar a l'atabeg del Lur-i Buzurg Ahmad o Muhammad al que va donar la concessió reial segellada com era costum amb la pròpia ma envermellida de Timur. Dos mil famílies que Shah Mansur havia desplaçat a Fars van poder tornar al Luristan amb seu a Idhaj (Malamir). El 1396 Tamerla va enviar al príncep Sultan Husayn Mirza a Shushtar per combatre els lladres de camins que infectaven el Luristan.
El darrer atabeg del Gran Lur va regnar fins al 1433/1434. Els del Petit Lur van conservar la seva posició i encara van estendre el seu poder a la plana a l'oest de les muntanyes Puix-i Kuh. L'atabeg Xah Wardi Khan fou executat en temps del safàvida Abbas el Gran que va posar al tron un membre d'una línia col·lateral, Husayn, amb el títol de kan (1597/1598) del qual les possessions foren lleugerament reduïdes.
Després de la supressió de la dinastia de Lur-i Buzurg el poder al seu territori va passar a les diverses tribus que el formaven, sota domini timúrida aviat esvaït. Als primers anys del segle xvi com al Petit Lur, es va imposar el domini safàvida, i Tahmasp I va concedir el títol de sardar de les tribus a Tadjmir, principal cap dels astarakis. Tajmir fou deposat i executat per infidelitat i el va substituir Mir Djahangir Bakhtiyari (els astarakis i els bakhtiyaris havien arribat junts al Luristan el 1204). Jahangir sota la garantia de Rustam Xah del Petit Lur (1543/1546-1558) es va comprometre a pagar al tresor safàvida 10.000 mulets. El 1566/1567 el governador de Hamadan va haver de fer una expedició per recordar-li el seu compromís. Sota el govern de Mir Jahangir i successors el bakhtiyaris van ser la tribu principal del grup i van donar nom a la confederació tribal del Luristan en el seu conjunt. El territori de Küh-Gïlü fou governat per kans de la tribu turcmana dels aixfar que s'havien instal·lat entre els luris. El 1580 un dervix impostor que es feia passar pel xa Ismail II, va tenir molt de suport entre les tribus dels djakis, djawanikis i bandanis i van matar diversos governadors afxàrides. El 1596/1597 després d'excessos comesos tant pels aifxars com pels luris, el governador de Fars, Allah Werdi Khan, va establir a Küh-Gïlü la seu del seu govern directe sobre el Gran Lur.
Cap al final de la dinastia safàvida al primer quart del segle xviii, la tribu dels mamasanis (emigrada el 1204) ocupava l'antic Xulistan, però es desconeix en quines circumstàncies.
Quan els afganesos van aparèixer a Esfahan el kan del Petit Lur, Ali Mardan Fayli Khan va participar en la lluita. El 1722 amb 5000 homes va ajudar a defensar la capital i va arribar a ser generalíssim de les forces perses, però no fou obeït per altres kans. Quan els otomans van envair Pèrsia (1725) Ali Mardan va evacuar Khurramabad que fou ocupada pel turc Ahmad PaXa, i es va retirar a Khuzistan des d'on va fer un atac de diversió a Bagdad i els turcs que havien arribat a Firuzan a través del territori dels bakhtiyaris, es va haver de replegar. Ali Mardan va morir poc després. A la mateixa època diversos kans bakhtiyaris resistien als invasors afganesos com Kasim Khan i Safi Khan però no s'entenien amb Ali Mardan Fayli. Muhammad Husayn Khan Bakhtiyari va reconèixer el 1724 a un pretendent que es feia passar per Safi Mirza i tenia el quarter general a Küh-Gïlü, no sent dominat fins al 1727. L'expedició afganesa a Küh-Gïlü fou un fracàs i ja no van penetrar a territori bakhtiyari. En el tractat de 1727 l'afganès Aixraf Khan va cedir el Luristan i altres províncies occidentals a l'Imperi Otomà. Encara que mai van poder fer una ocupació efectiva els otomans en van tenir el domini nominal fins al 1736 quan Nadir Xah va restaurar l'anterior estatus.
Sota Nadir un cap turcman de nom Baba Khan Čapuixlu o Čawuixlu fou nomenat beglergbegi del Luristan-i Fayli. D'altra banda Ali Mardan Fayli Khan II fou encarregat per Nadir de les negociacions diplomàtiques a Constantinoble. El 1732 Nadir va creuar amb les seves tropes el Küh-Gïlü on el pretendent aixecat a Siraz, Muhammad Khan Baluč fou derrotat. Els afxars locals van donar suport a Nadir que era de la seva tribu. Es van dirigir expedicions contra els bakhtiyaris que tenien un nou cap, Ali Murad Maniwand (a Čahar Lang) que havia reunit als malcontents. Baba Khan fou enviat el 1732 contra el cap bakhtiyari per primer cop; el 1736/1737 hi va anar Nadir en persona per la ruta de Djapalak i Burburud; el territori bakhtiyari fou envaït per diversos costats però l'esforç principal va anar contra la part al sud del Xuturan Kuh. Ali Murad fou finalment capturat i executat i els bakhtiyaris delmats i deportats a Jam (Kirman) i a Langar (al Khorasan). Poc després un contingent de bakhtiyaris es va cobrir de glòria en l'assalt a Kandahar.
Els bakhtiyaris deportats van poder tornar a la mort de Nadir Xah el 1747 i el cap Ali Mardan Khan Bakhtiyari (no s'ha de confondre amb altres homònims entre els quals dos kans d'aquest nom del Petit Lur, de la tribu Fayli) va donar suport a Karim Khan Zand i el 1750 va instal·lar a Esfahan a un príncep safàvida de nom Al-i Dawud, sota el nom de regne de Ismail III de Pèrsia. Però Karim Khan aviat va trencar l'aliança i va derrotar a Ali Mardan al costat del qual combatien els laks, kalhurs i zanganes, el 1752. Ali Mardan va fugir a Bagdad però allí fou assassinat poc després. Karim Khan era ell mateix un lak de la tribu dels Zand establerta prop del Luristan-i Fayli.
El 1785 quan Djafar Zand es va haver de replegar a Siraz, gran nombre de luris i turcs es van concentrar a Esfahan cridats per antics lleials d'Ali Murad Zand, però la ciutat fou ocupada per Agha Muhammad que tenia els bakhtiyari com a primer objectiu. Sota els qajar els país dels luris i bakhtiyaris no va poder ser assimilat. Els bakhtiyari foren governats per la família Kunurzi sorgida d'un germà d'Ali Mardan Khan però l'expedició del governador d'Esfahan Manučihr Khan Mutamid al-Dawla (de nom verdader Yenikolopov, un armeni de Tblisi) el 1841 va posar fi a les pretensions de Muhammad Taki Khan Ilkhani del grup dels Čahar Lang i aquest grup ja no es va recuperar; el 1846 la família Bakhtiyarwand (o Baydarwand) suposadament originada en un pastor de nom Papi, va emergir entre els Haft Lang i encara que el seu cap Husayn Kuli Khan (Hadjdji Ilkhani) fou assassinat el 1882 la família va conservar força importància. Però les tribus van passar per un període de lluites pel poder fins que els bàndols enfrontats van decidir compartir el poder, arranjament que va durar fins al 1936 quan Rida Xah va posar el Luristan sota la jurisdicció civil comuna acabant amb una autonomia que existia de facto. Els ilkhani i hadjdji ilkhani gaudien d'una posició financera molt bona degut al que rebien des de 1899 quan Lynch va obrir la ruta Ahwaz-Xuixtar-Esfahan pel seu país (per la qual cobraven) i des de 1905 per concessions petrolieres. Durant el període constitucional van tenir un paper important fent de mediadors entre els ulemes xiïtes i els reformistes constitucionalistes de les viles. El 1912 kans bakhtiyaris governaven set ciutats a tot Pèrsia entre les quals Kerman, Esfahan i Kaixan i el bakhtiyari Samsam al-Saltana era primer ministre i Sardar Khan ministre de la Guerra. Durant tota la I Guerra Mundial aquest grup però també els dels ilbegis va rebre subvencions britàniques a canvi de suport.
Les mesures centralitzadores dels qadjars havien tingut força efecte al Petit Lur, ara anomenat Luristan-i Fayli i després del govern del príncep Muhammad Ali Mirza al començament del segle xix, la nissaga local va veure els seus drets reduïts conservant només PuXt-i Kuh mentre el Pix Kuh va formar la província de Luristan. Muhammad Ali Mirza va creuar aquesta província amb tropes; després de l'expedició del governador d'Esfahan Manučihr Khan Mutamid al-Dawla (Yenikolopov) el 1841, el seu nebot Sulayman Khan Saham al-Dawla, governador del Khuzistan, va ser l'encarregat de mantenir l'ordre al territori, però a la segona meitat del segle la regió va tornar a recaure en un estat semianàrquic fins que l'orde fou restablert pel príncep Ayn al-Dawla el 1900. El 1904 uns oficials britànics que anaven a Khurramabad amb una escorta tribal local, foren atacats per luris i van quedar ferits. Molta agitació va provocar la vinguda del príncep rebel Salar al-Dawla a partir del 1905 i el país va haver d'estar tancat als estrangers fins al 1917 quan per fi es van poder reprendre les caravanes de Dizful a Burudjird. En aquesta època el govern persa va nomenar wali (governador) del Luristan (Pix-i Kuh) a Nazar Ali Khan Amrai.
Sota Rida Khan, des de 1925 Reza I de l'Iran, la política no permetia les autonomies regionals. Els luris seminòmades foren sedentaritzats per la força i el govern de Puixt-i Kuh abolit el 1928. Caigut Rida Xah el 1941, els luris i bakhtiyaris van retornar a la seva vida seminòmada durant uns anys. A la resta del segle ja no se'ls va forçar més a canviar de vida, i el sedentarisme ha arribat per evolució natural.